# Takarachō (métro de Tokyo)
Takarachō (宝町駅, Takarachō-eki) est une station du métro de Tokyo sur la ligne Asakusa dans l'arrondissement de Chūō à Tokyo. Elle est exploitée par le Bureau des Transports de la Métropole de Tokyo (Toei).

## Situation sur le réseau
La station Takarachō est située au point kilométrique (PK) 12,2 de la ligne Asakusa.

## Histoire
La station Takarachō est inaugurée le 28 février 1963 sur la ligne Asakusa.

## Service des voyageurs

### Accès et accueil
La station est ouverte tous les jours.
En moyenne en 2015, 26 141 voyageurs ont fréquenté quotidiennement la station.

### Desserte
Ligne Asakusa :
- voie 1 : direction Sengakuji (interconnexion avec la ligne principale Keikyū pour Shinagawa et l'aéroport de Haneda) ou Nishi-Magome
- voie 2 : direction Oshiage (interconnexion avec la ligne principale Keisei pour Inba-Nihon-Idai, Shibayama-Chiyoda ou l'aéroport de Narita)

Installations de la station
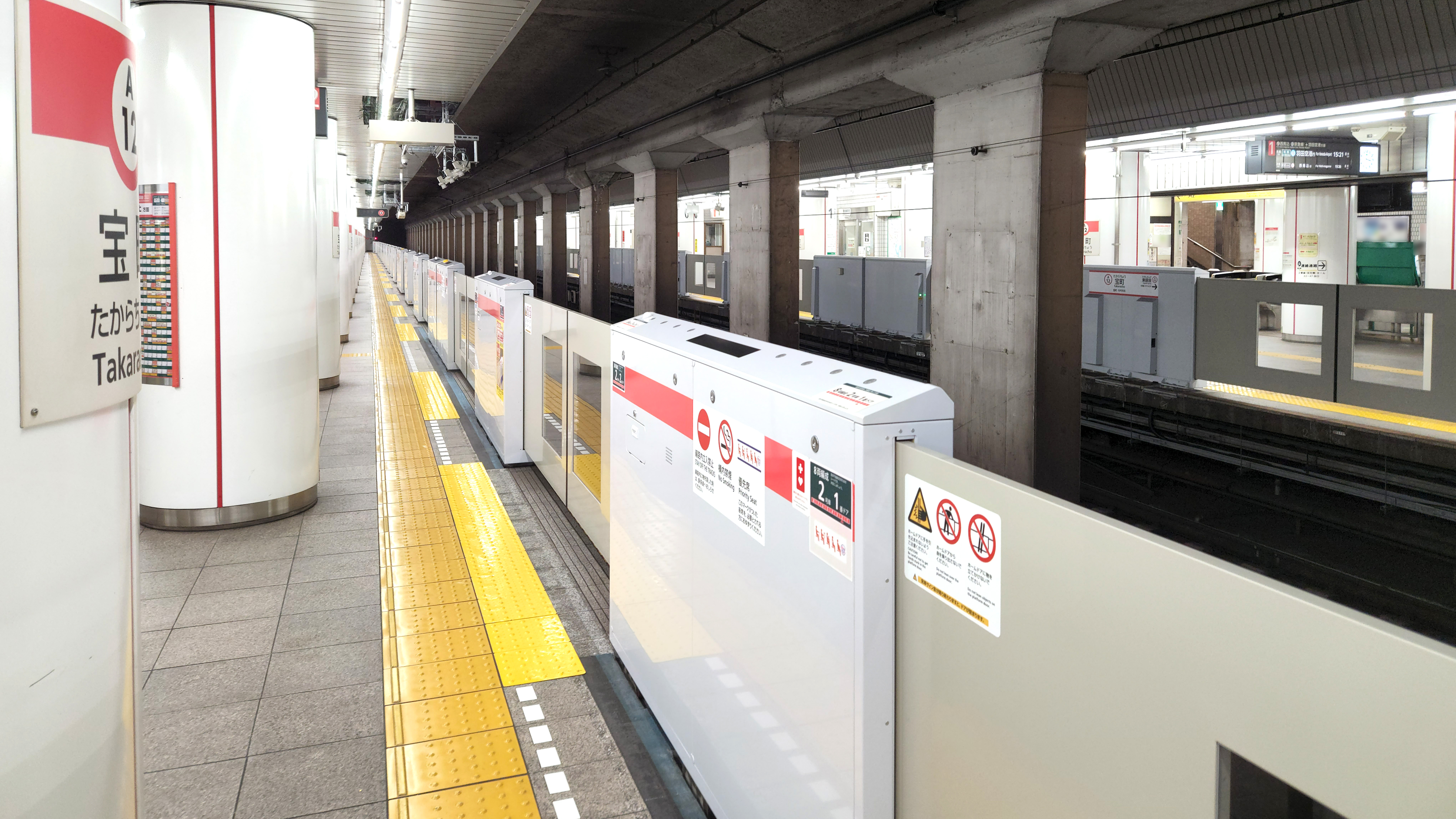
Quais de la ligne Asakusa
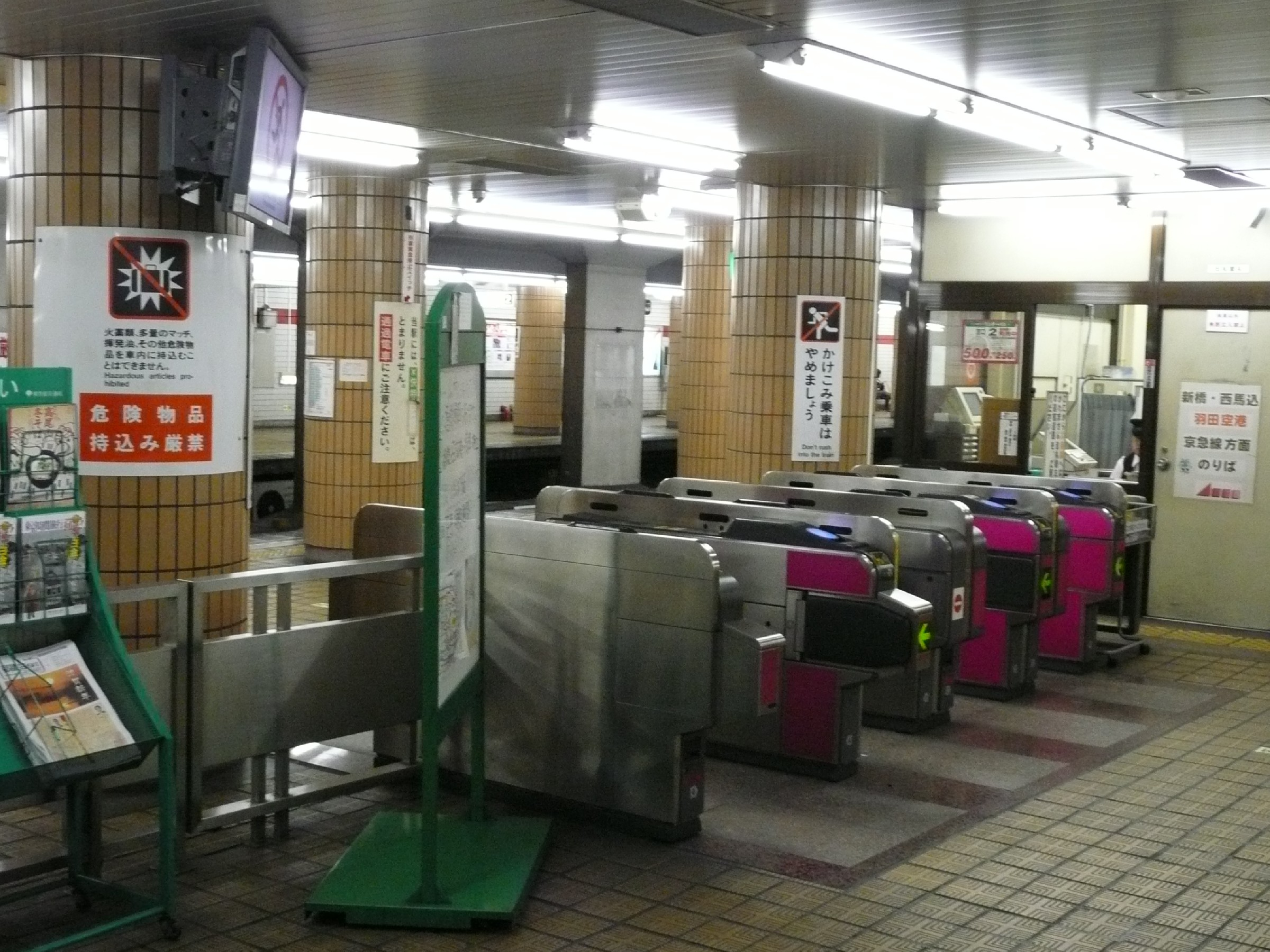
Ligne de contrôle

## Intermodalité
La station est à proximité de la gare de Hatchōbori (lignes Keiyō et Hibiya) et de la station Kyōbashi (ligne Ginza).